# Lambayeque (città)
Lambayeque è una città costiera del Perù settentrionale, nella regione di Lambayeque, capoluogo della omonima provincia. Ha una popolazione di circa 47 000 abitanti (45 408 unità nel censimento del 1993) che diventano 48 000 se si considera l'intera area metropolitana (5 km).
Lambayeque è al centro di un'area di grande interesse archeologico per l'entità e l'importanza di ritrovamenti riguardanti la civiltà Mochica, tra i quali il sito archeologico di Ventarrón. La città è ubicata a 11,4 km nord dalla città di Chiclayo, capitale della regione, e a 509 km dalla frontiera con l'Ecuador.

## Posizione geografica
La città di Lambayeque si trova nella parte settentrionale della costa peruviana; le sue coordinate geografiche sono 6° 15′ 50″ sud e 79° 50′ 15″ ovest rispetto al Meridiano di Greenwich. L'altitudine è di 18 metri sopra il livello del mare ed ha una superficie di 6210 km² circa.

## Geografia fisica

### Clima
In estate sono presenti poche precipitazioni piovose e la temperatura può arrivare a toccare punte di 34 °C, invece per il resto dell'anno si ha vento permanente e le temperature oscillano tra i 17 °C e i 25 °C. In generale, l'intera regione presenta un basso tasso d'umidità.